# 흘리스트파

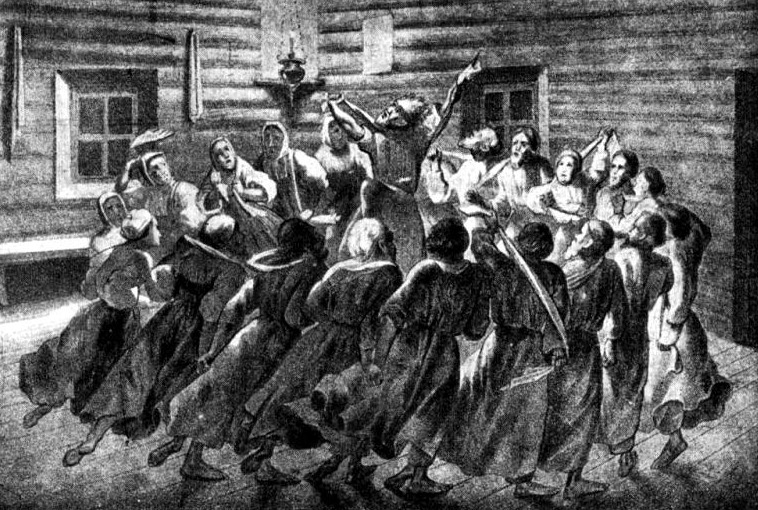
라데니야 의식.

흘리스트파(러시아어: Хлысты)는 17세기 말에서 20세기 초까지 러시아에 존재했던 지하 이단 종파다. 영적 기독교 경향에 속한다.
본래 그들은 스스로를 "그리스도를 믿는 자"라는 뜻으로 "흐리스토보베리(러시아어: Христововеры)", 약칭 "흐리스티(러시아어: Христы)라고 했는데, 어찌 와전되어 흘리스트파라고 알려지게 되었다. 이것은 그들의 반대자들이 의도적으로 조장한 바이기도 한데, "흘리스트"란 채찍이라는 뜻이기 때문이다.
코스트로마 출신의 다닐 필포비치라는 농민이 교조라고 한다. 흘리스트파는 사제, 경전, 성자 숭상(단 테오토코스는 예외)을 모두 거부했다. 그들은 성령과의 직접적 소통의 가능성을 믿었는데, 그러면서도 희한하게 신도들의 정교회 출석을 막지는 않았다. 흘리스트파의 기본 개념은 금욕주의였고, 라데니야(러시아어: радéния)라는 무아지경 의식으로 신의 은총을 얻는다고 믿었다. 무아지경으로 의식을 하던 도중 난교가 일어나기도 한다는 소문도 돌았다.
러시아 혁명 이전 러시아 제국 전역에 흘리스트파 세포들이 퍼져 있었고, 신도 수는 총 40,000 여명 정도였다. 가장 흥한 곳은 페르미아 지방이었다. 세포들의 이름은 "방주"라고 했으며, 각 방주마다 남자 지도자와 여자 지도자가 있어서 각기 "그리스도"와 "성모"라고 불렸다.
유명한 그리고리 라스푸틴이 이 이단 종파에 속했다는 의혹이 반대자들로부터 제기되기도 했다.
흘리스트파는 소련 체제에서 거의 쇠락했으나, 탐보프, 쿠이비셰프, 올렌부르크, 북코카서스, 우크라이나 등지서 비밀리에 명맥을 이어나갔다.

## 참고 자료
- Panchenko, Aleksandr. "Strange faith" and the blood libel
- Radzinsky, Edvard (2000). The Rasputin File. Anchor. ISBN 0-385-48910-2.

- Rasputin, Maria; Patte Barham (1977). Rasputin - The Man Behind the Myth, A Personal Memoir. Prentice-Hall. ISBN 0-13-753129-X.

- Emeliantseva, E. "Situational Religiosity: Everyday Strategies of the Moscow Christ-Faith Believers and of the St Petersburg Mystics Attracted by This Faith in the First Half of the Nineteenth Century," in Thomas Bremer (ed), Religion and the Conceptual Boundary in Central and Eastern Europe: Encounters of Faiths (Basingstoke, Palgrave Macmillan, 2008) (Studies in Central and Eastern Europe), 98-120.